# Shamia
Al-Shamia (arabă الشامية) este un oraș din Irak, reședința districtului Al-Shamiya.